# Denwick
Denwick est une paroisse civile et un village du Northumberland, en Angleterre.